# 지미 스미츠
지미 스미츠(Jimmy Smits, 1955년 7월 9일 ~ )는 미국의 배우이다.

## 출연 작품
- 스위치
- 영광의 대가
- 밀리언 달러 호텔
- 스타워즈 에피소드 2: 클론의 습격
- 스타워즈 에피소드 3: 시스의 복수
- 로그 원: 스타워즈 스토리
- 인 더 하이츠 - 케빈 로사리오 역